# 쿼크-글루온 플라스마

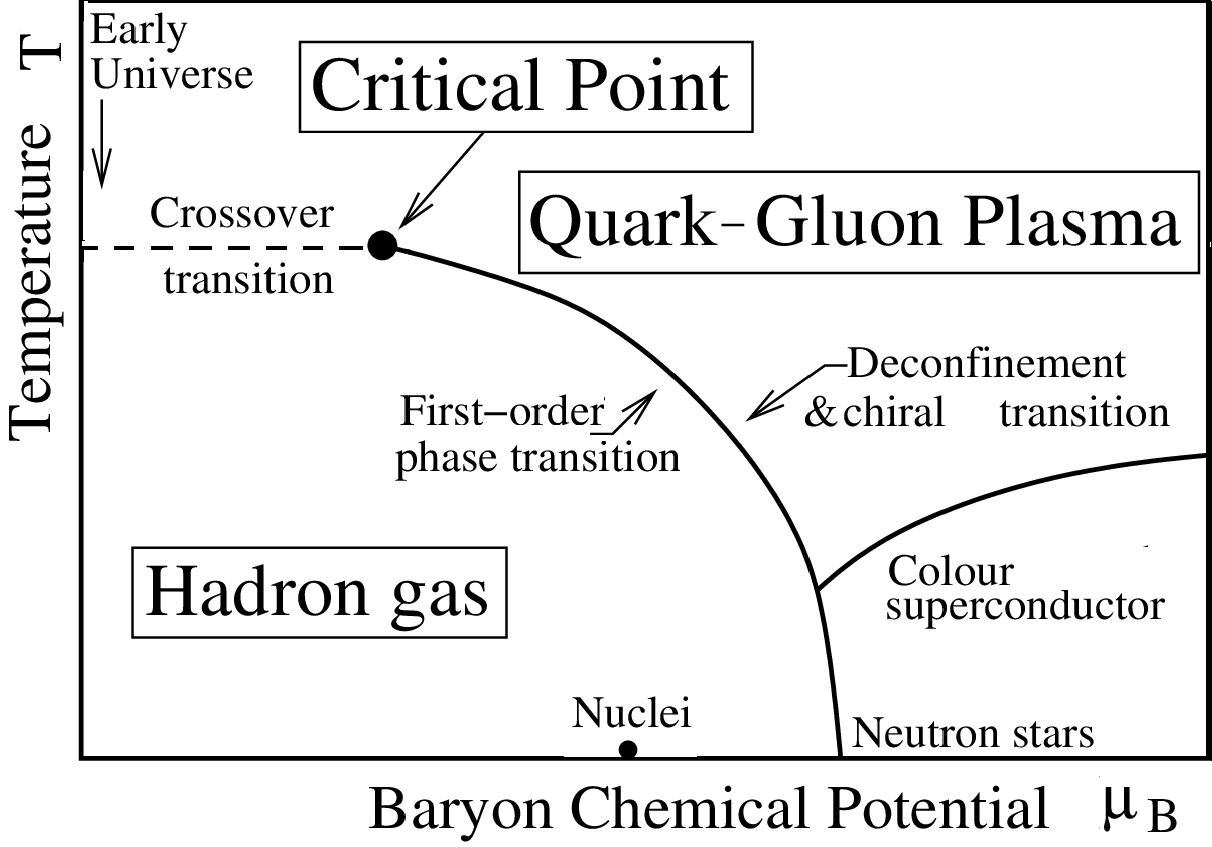
QCD 상도. R.S. Bhalerao가 만든 원본을 각색하였다.

쿼크-글루온 플라스마(quark–gluon plasma, QGP 또는 쿼크 수프; quark soup)는 열적(국소 운동) 및 (거의) 화학적(풍부도) 평형 상태에 있는 쿼크와 글루온의 상호작용하는 국소화된 집합체이다. 플라스마라는 단어는 자유 색전하가 허용됨을 나타낸다. 1987년 요약에서 레옹 반 호브는 쿼크 글루온 플라스마, 쿼크 물질, 그리고 새로운 물질 상태라는 세 용어의 동등성을 지적했다. 온도가 하게도른 온도보다 높고 - 따라서 가벼운 u,d-쿼크 질량 척도보다 높기 때문에 - 압력은 온도의 4제곱({\displaystyle T^{4}})과 실질적으로 무질량인 많은 쿼크 및 글루온 구성 요소에 의해 지배되는 상대론적 슈테판-볼츠만 형식을 나타낸다. QGP는 거의 자유로운 역학과 실질적으로 무질량인 글루온 및 쿼크의 관점에서 물리적 특성을 나타내는 강하게 상호작용하는 물질의 새로운 상으로 등장한다고 할 수 있다. 새로운 물질 상태가 QGP로 불리기 위해서는 쿼크와 글루온 모두 화학적(산출) 평형에 가까운 조건에서 존재해야 하며, 그들의 색전하가 열려 있어야 한다.
빅뱅 이론에서, 쿼크-글루온 플라스마는 우리가 알고 있는 물질이 생성되기 전에 우주 전체를 채웠다. 쿼크-글루온 플라스마의 존재를 예측하는 이론들은 1970년대 후반과 1980년대 초반에 개발되었다. 중이온 실험에 관한 논의가 뒤따랐고, 첫 실험 제안은 이후 몇 년 동안 CERN과 BNL에서 제시되었다. 쿼크-글루온 플라스마는 2000년 CERN 연구소에서 처음으로 실험실에서 검출되었다.

## 개괄
쿼크-글루온 플라스마는 극도로 높은 에너지 밀도 하에서 바리온 물질의 하드론을 구성하는 기본 입자들이 서로 간의 강한 인력으로부터 자유로워진 물질의 상태이다. 이 입자들은 바리온 물질을 구성하는 쿼크와 글루온이다. 일반 물질에서 쿼크는 속박되어 있으나, QGP에서 쿼크는 비속박 상태이다. 고전적 양자 색역학(QCD)에서, 쿼크는 하드론(중간자와 바리온)의 페르미온 성분인 반면, 글루온은 그러한 입자들의 보손 성분으로 간주된다. 글루온은 QCD 색력의 힘 전달자, 즉 보존이며, 쿼크 자체는 그들의 페르미온 물질 대응체이다.
쿼크-글루온 플라스마는 빅뱅 후 약 20μs에 기본 자유도(쿼크, 글루온)로부터 물질이 형성되었을 때 우주에 존재했던 고에너지 밀도 조건을 재현하고 이해하기 위해 연구된다. 실험 그룹들은 '넓은' 거리에 걸쳐 물질의 지배적 형태와 자연 법칙을 결정하는 (비)속박 양자 진공 구조를 탐색하고 있다. 이 실험들은 물질과 질량의 기원에 대한 통찰을 제공한다: 물질과 반물질은 쿼크-글루온 플라스마가 '하드론화'될 때 생성되며, 물질의 질량은 속박 진공 구조에서 기원한다.